# Tour Neptune
Tour Neptune (zuvor Tour CB33) ist der Name eines Hochhauses im Pariser Vorort Courbevoie in der Bürostadt La Défense. Eröffnet wurde das Hochhaus 1975, womit es zur ersten Generation der Hochhäuser von La Défense zählt. Das Gebäude misst 113 Meter und verfügt über 25 Etagen und über eine Fläche von etwa 50.000 Quadratmetern. Entworfen wurde das Gebäude von den Architekten Jacques Binoux, Michel Folliasson und Henri Kandjian.
1990 wurde das Gebäude renoviert.
Der Büroturm ist mit der Métrostation Esplanade de la Défense und dem Bahnhof La Défense an den öffentlichen Nahverkehr im Großraum Paris angebunden.